# София фон Анхалт-Бернбург
София фон Анхалт-Бернбург (на немски: Sophia von Anhalt-Bernburg; Sophie von Anhalt-Bernburg; * ок. 1259 в Бернбург; † сл. 20 май 1322/1330) от род Аскани е принцеса от Анхалт-Бернбург и чрез женитба графиня на Хонщайн-Клетенберг-Арнсберг-Зондерсхаузен до южен Харц.
Тя е дъщеря на княз Бернхард I фон Анхалт-Бернбург († 1287) и съпругата му принцеса София Датска († сл. 1284), дъщеря на крал Абел от Дания († 1252) и Мехтилд фон Холщайн († 1288). Сестра е на княз Йохан I († 1291), Албрехт I фон Анхалт († 1324), епископ на Халберщат (1304 – 1324), княз Бернхард II († 1323), Хайнрих († 1324), приор на доминиканците в Халберщат, и на Рудолф († 1286/1299?).

## Фамилия
София фон Анхалт-Бернбург се омъжва преди 28 февруари 1282 г. за граф Дитрих II фон Хонщайн-Клетенберг (* ок. 1254/1256; † между 28 май и 11 август 1309), син на граф Хайнрих I (II) фон Хонщайн († 1286) и Мехтилд фон Регенщайн († 1283). Те имат 17 деца:
- деца (* пр. 1283)
- Хайнрих IV фон Хонщайн-Клетенберг (* ок. 1300; † ок. 1344/1350), граф на Хонщайн-Клетенберг-Лохра, женен пр. 1302 г. за Ирмгард (Ерменгард) фон Кефернбург-Арнщат († пр. 1320)
- Елгер (* пр. 1291; † сл. 1357), домхер в Магдебург (1291 – 1314), отлъчен 1317, монах в Лехнин (1335 – 1357)
- Йохан († сл. 1305), тевтонски рицар
- Бернхард († сл. 1349), тевтонски рицар
- Зифрид († сл. 1329), тевтонски рицар
- Лудвиг († 1372/1374), домхер в Халберщат (1319), катедрален тезаурари в Халберщат (1320 – 1372), комтур в Йехабург (1348), приор и архдякон в Халберщат (1364)
- Алберт († сл. 1321), тевтонски рицар
- Йохан († сл. 1305), дониникански монах (1293)
- Ото († сл. 1305)
- Улрих († сл. 1309), пробст в Халберщат (1307 – 1309)
- Лутрадис († сл. 1305)
- Мехтилд († сл. 1305)
- София († сл. 1305)
- София († сл. 22 април 1343), омъжена пр. 24 февруари 1325 г. за граф Херман III фон Глайхен (IV) († 18 май 1345)
- Улрих II († 1345)
- Дитрих III фон Хонщайн-Клетенберг-Херинген-Тона († 1329/1330), женен ок. 1305//1310 г. за Елизабет фон Валдек (* ок. 1281; † сл. 24 октомври 1371)